# Tito Steiner
Tito Steiner (Asunción, 1 de marzo de 1952 - Buenos Aires, 2 de mayo de 2024) fue un deportista  de ascendencia alemana, nacido en Paraguay y nacionalizado argentino, que se dedicó al atletismo especializándose en decatlón. Está considerado entre los diez atletas más importantes de la historia de ese deporte en Argentina. Perteneció al equipo de atletismo de la Sociedad Alemana de Gimnasia de Villa Ballester, en Argentina, y a la Brigham Young University en los Estados Unidos. Sus títulos más trascendentes son la medalla de plata en los Juegos Panamericanos de 1979, tres veces campeón nacional universitario de los Estados Unidos (NCAA) y campeón sudamericano en 1975.
Sus marcas más destacadas fueron el récord nacional universitario de los Estados Unidos, logrado en 1979 con 8.124, superando una marca que ya llevaba 16 años sin poder ser vencida. En 1981 y 1983 rompió dos veces los récords argentino, sudamericano e iberoamericano de decatlón, alcanzando el 3 de junio de 1981, 8279 puntos y el 23 de junio de 1983, 8291 puntos. Esta última marca permanece en la actualidad (sep-2008) como récord argentino y sudamericano. 
Ha sido incorporado al Salón de la Fama de los Pumas de la Brigham Young University a la que perteneció. En 1980 recibió un Diploma al Mérito de los Premios Konex como uno de los 5 mejores atletas de la Argentina.

## Biografía
Nacido en Paraguay, emigró a la Argentina a los 6 años de edad, junto a su familia. Cuando tenía 16 años, decidió dedicarse al decatlón inspirado en el desempeño de Bill Toomey en los Juegos Olímpicos de México 1968.
A los 18 ingresó a la Sociedad Alemana de Villa Ballester, en donde se inició en el atletismo.
En 1973 quebró el récord nacional que se había mantenido igual por más de 25 años.
En 1975 participó en los Juegos Panamericanos de ese año en donde salió cuarto. Al año siguiente integró la delegación argentina a los Juegos Olímpicos de Montreal 1976, saliendo 22º con 7.052 puntos. En 1977, ya como estudiante de la Brigham Young University, ganó su primer campeonato nacional universitario de los Estados Unidos, con 7.659 puntos.
En 1979 los Estados Unidos estableció el récord nacional universitario de decatlón, con 8.124, superando una marca que ya llevaba 16 años sin poder ser vencida. Ese mismo año ganó su segundo campeonato nacional universitario.
A fines de 1979 Steiner comenzó a entrenarse con exclusividad, en vista de los Juegos Olímpicos de Moscú 1980, en los que era uno de los candidatos a obtener una medalla. Pero la Argentina, gobernada entonces por una dictadura militar, tomó la decisión de no concurrir a los Juegos Olímpicos, adhiriendo al boicot político convocado por Estados Unidos. Para el atletismo argentino en general y para Steiner en particular se trató de un tremendo golpe, ya que se encontraba en su plenitud deportiva (28 años) y se trataba de una de las más serias probabilidades del atletismo de obtener medalla, luego de que Reinaldo Gorno obtuviera la última en 1952, precisamente el año en que Steiner había nacido. A Tito Steiner se le aplica la conclusión que formulara el exdeportista Rubén Aguilera y presidente del Comité Panamericano de Marcha Atlética, sobre la decisión de no concurrir a Moscú:

Puede considerarse el desperdicio de toda una generación.

El 3 de junio de 1981 Steiner estableció el récord argentino y sudamericano de decatlón sumando 8.279 puntos. En 1982 fue ubicado primero en el ranking mundial de la disciplina. El 23 de junio de 1983, en Baton Rouge (EE. UU.), volvió a romper el récord argentino, sudamericano e iberoamericano, totalizando 8.291 puntos, que constituyó la tercera marca mundial de la temporada. El récord iberoamericano de Steiner fue superado recién en 1992, por el español Antonio Peñalver, al sumar 8478 puntos, luego superado a su vez en 1998 por el también español Francisco Javier Benet, con 8526 puntos. En la actualidad (sep-2008), la marca permanece como récord argentino y sudamericano.
Steiner residía en Argentina con su esposa y sus tres hijos, Hermann, Sabine y Christofer. Falleció el 2 de mayo de 2024 a los 72 años, luego de varios días de internación en el Hospital Alemán de Buenos Aires a causa de una neumonía. 